# مقاطعة مباركة
مقاطعة مباركة (بالفارسية: شهرستان مبارکه) هي إحدى مقاطعات محافظة أصفهان في إيران. عاصمة المقاطعة هي مباركة. بلغ عدد السكان عام 2006 132,925 نسمة في 35,276 عائلة.